# 翠玉翡翠海蛞蝓
翠玉翡翠海蛞蝓（学名：Phanerophthalmus olivaceus）为長葡萄螺科翡翠海蛞蝓屬的动物。其种加词“olivaceus”意为“橄榄绿色的”。分布于红海、马绍尔群岛、马达加斯加、苏伊士、毛里求斯岛、留尼汪岛、安尼维托克岛、斐济群岛、日本、印度尼西亚、菲律宾以及中国大陆的海南等地，属于暖水性种类。其常见于潮间带低潮线礁石间。

## 同物異名
- Bulla smaragdina Rüppell & Leuckart, 1830
- Cryptophthalmus olivaceus Ehrenberg, 1828 （原始組合）
- Lathophthalmus smaragdinus Rüppell et Leuckart
- Phanerophthalmus smaragdinus (Rüppell & Leuckart, 1830)